# Krystyna Chojnowska-Liskiewicz
Krystyna Chojnowska-Liskiewicz (née le 15 juillet 1936 à Varsovie, Pologne et morte le 12 juin 2021 à Gdańsk) est la première femme  à réaliser un tour du monde à la voile en solitaire.

## Biographie
Krystyna Chojnowska-Liskiewicz est née à Varsovie, après la guerre elle s'installe avec sa famille à Ostróda. Elle suit ses études de construction navale à l'École polytechnique de Gdańsk. En 1966 elle obtient son permis bateau.
Le 10 mars 1976 elle quitte Las Palmas aux Îles Canaries à bord de son yacht de 9,5 mètres, Mazurek. Cette première tentative se solde par un échec, elle rentre à Las Palmas pour y réparer les avaries de son yacht. Le 28 mars elle se lance à nouveau, cette fois-ci la croisière est un succès. Le 17 juillet elle gagne l'Océan Pacifique en passant par le canal de Panama, le 10 décembre elle arrive à Sydney en Australie. En 1977 elle continue son voyage via l'Océan Indien pour arriver à Durban en Afrique du Sud le 17 septembre. Le 20 mars 1978 à 21 heures GMT, elle boucle le tour du monde aux coordonnées 16° 8′ 30″ N, 35° 50′ 0″ W, et finalement le 21 mars 1978 elle à Las Palmas.

## Decorations
- Ordre Polonia Restituta
- Złoty Medal "Za Wybitne Osiągnięcia Sportowe" (médaille d'or "Pour des exploits sportifs exceptionnels")
- Srebrny Sekstant (Sextant d'argent) pour la croisière de l'année 1978
- Super Kolos